# I Can Stand a Little Rain
| 전문가 평가              | 전문가 평가 |
| 평가 점수                | 평가 점수   |
| 출처                     | 점수        |
| ------------------------ | ----------- |
| AllMusic                 | [ 1 ]       |
| Christgau's Record Guide | C           |
| Džuboks                  | (Favorable) |

《I Can Stand a Little Rain》은 1974년 8월 7일에 발매된 영국의 가수 조 코커의 네 번째 스튜디오 음반으로, 그 10년 동안 코커의 최고 음반으로 여겨진다.

## 배경
1973년, 경력적으로 불확실한 가운데, 조 코커는 이전에 코커의 투어 밴드의 멤버였던 트럼펫 연주자에서 프로듀서로 변신한 짐 프라이스와 팀을 이루었다.
1979년 코커는 "짐은 제 관심에 다시 불을 붙였습니다"라고 말했다. "짐은 저에게 전화를 걸어 〈You Are So Beautiful〉을 들려주었고, 그는 그냥 집 주변에 와서 '왜 그래요?'라고 말했습니다. 그리고 그는 저에게 〈I Can Stand a Little Rain〉을 들려줬는데, 그것이 음반의 제목으로 밝혀졌습니다. 그런 두 가지 일은 저를 다시 일에 착수하게 했고, 결과적으로 그 과정에서 저를 미치게 했습니다."
《I Can Stand a Little Rain》은 코커가 미래의 토토 설립자 멤버인 데이비드 페이치와 제프 포카로 뿐만 아니라 척 레이니, 코넬 듀프리, 버나드 퍼디 등 최고의 작곡가 및 세션 연주자들과 함께 작업하는 것을 발견했다. 랜디 뉴먼과 지미 웨브와 같은 몇몇 작가들은 결국 코커의 노래 커버를 공연하게 되었다. 하지만 이 음반은 원래 빌리 프레스턴의 《The Kids & Me》 음반에 발표되었던 〈You Are So Beautiful〉이라는 곡으로 특히 눈에 띈다. 결국, 이 음반은 코커의 더 큰 히트곡들 중 하나가 되었고, 빌보드 핫 100에서 5위에 올랐고, 이 음반이 결국 히트가 되었음을 증명했다.
원래 아이디어는 더블 음반이었지만 A&M은 이를 승인하지 않았다. 세션 중 녹음된 나머지 곡들은 1975년 4월 코커의 다음 음반 《Jamaica Say You Will》에서 발매되었지만 동등하게 성공하지는 못했다.

## 곡 목록
| #  | 제목                             | 작사·작곡         | 재생 시간 |
| -- | -------------------------------- | ----------------- | --------- |
| 1. | 〈Put Out the Light〉            | 대니얼 무어       | 4:11      |
| 2. | 〈I Can Stand a Little Rain〉    | 짐 프라이스       | 3:33      |
| 3. | 〈I Get Mad〉                    | 조 코커, 프라이스 | 3:38      |
| 4. | 〈Sing Me a Song〉               | 헨리 맥컬로       | 2:25      |
| 5. | 〈The Moon Is a Harsh Mistress〉 | 지미 웨브         | 3:35      |

| #   | 제목                                    | 작사·작곡                  | 재생 시간 |
| --- | --------------------------------------- | -------------------------- | --------- |
| 6.  | 〈Don't Forget Me〉                     | 해리 닐슨                  | 3:19      |
| 7.  | 〈You Are So Beautiful〉                | 빌리 프레스턴, 브루스 피셔 | 2:39      |
| 8.  | 〈It's a Sin (When You Love Somebody)〉 | 웨브                       | 3:49      |
| 9.  | 〈Performance〉                         | 앨런 투세인트              | 4:39      |
| 10. | 〈Guilty〉                              | 랜디 뉴먼                  | 2:46      |